# Tjärrokäsj-Jaure
Tjärrokäsj-Jaure är en sjö i Gällivare kommun i Lappland och ingår i Kalixälvens huvudavrinningsområde. Sjön har en area på 0,655 kvadratkilometer och ligger 554 meter över havet. Tjärrokäsj-Jaure ligger i Lina fjällurskog Natura 2000-område. Sjön avvattnas av vattendraget Håmojåkka.

## Delavrinningsområde
Tjärrokäsj-Jaure ingår i det delavrinningsområde (748554-168126) som SMHI kallar för Utloppet av Tjärrokäsj-Jaure. Medelhöjden är 595 meter över havet och ytan är 21,3 kvadratkilometer. Det finns inga avrinningsområden uppströms utan avrinningsområdet är högsta punkten. Håmojåkka som avvattnar avrinningsområdet har biflödesordning 3, vilket innebär att vattnet flödar genom totalt 3 vattendrag innan det når havet efter 280 kilometer. Avrinningsområdet består mestadels av skog (68 procent) och kalfjäll (16 procent). Avrinningsområdet har 1,78 kvadratkilometer vattenytor vilket ger det en sjöprocent på 8,3 procent.